# مايومي كاجي
مايومي كاجي (加治 真弓) (مواليد 28 يونيو 1964)، هي لاعبة كرة قدم كانت تلعب كمدافع. ولعبت مع منتخب اليابان لكرة القدم للسيدات.

## وصلات خارجية
- مايومي كاجي على موقع الاتحاد الدولي (مؤرشف)  (الإنجليزية)
- مايومي كاجي على موقع Soccerway.com (الإنجليزية)
- مايومي كاجي على موقع عالم كرة القدم.نت (الإنجليزية)